# Die Akazie
Die Akazie (frz. L'Acacia) ist ein Roman des französischen Literatur-Nobelpreisträgers Claude Simon aus dem Jahr 1989. Erinnert wird an das mörderische Gemetzel während der letzten beiden Weltkriege. In dieser Totenklage will der Autor „versuchen, mit Wörtern dem Unsagbaren Existenz zu verschaffen“.

## Form
Burmeister zitiert Allemand und Milat, die anno 2004 konstatieren, das Subjekt dominiere die Struktur. Dementsprechend wird in den zwölf Kapiteln innerhalb des Zeitraumes 1880–1940 nach Gutdünken hin- und hergesprungen. Des Themas Krieg wegen sind 1914 und 1940 bevorzugte Sprungziele. Keiner der Protagonisten ist benannt.

## Inhalt
1919 befindet sich eine noch nicht 40-jährige Witwe – den kleinen Sohn an der Hand – auf der Suche nach dem Grab ihres Mannes, eines gefallenen Offiziers. Die letzte Ruhestätte ist nicht auffindbar. Vorbei führt der Weg der Trauernden an einer Stelle, unter der „die zerfetzten Körper von dreihunderttausend Soldaten“ verwesen. Schließlich – am Ende dieser Irrfahrt durch ehemaliges französisches Kampfgebiet – helfen der Suchenden Einheimische. Auf einem kleinen Friedhof sollen zwei nicht identifizierte französische Offiziere ruhen. Die Witwe redet sich offenbar ein, einer von den beiden sei ihr Mann.
Am 27. August 1939 folgt jener oben genannte Offizierssohn seinem Einberufungsbefehl. Er wird diesen Fronteinsatz nicht überleben, befürchtet er. Die Mutter, längst gestorben, hatte einen chirurgischen Eingriff nicht überstanden. Wenn der an die Front reisende Einberufene zurückdenkt, so kommt es ihm vor, als sei er sein Leben lang von einer Uniform in die andere gesteckt worden. Er schaut auf das Beisammensein mit seiner jungen Frau zurück (die er später, auf Fronturlaub, heiraten wird), die sein Machwerk, das er für einen Roman hält, brav abgetippt hat und er erinnert sich an sein Studium der Malerei.
„Er denkt an den Tod, aber“ zusammen mit wenigen überlebenden Kavalleristen seiner Schwadron gerät er 1940 in deutsche Gefangenschaft. Der Gefangene erinnert sich in allen Einzelheiten der Todesumstände seines Regimentskommandeurs. Es war auf dem Rückzug nach der Niederlage von Charleroi gewesen. Das Regiment war mehrere Male aufgerieben worden.
Ihm – gemeint ist „er“, der Protagonist, von dem stets in der 3. Person Singular geredet wird – gelingt die Flucht aus deutscher Gefangenschaft. In dem Anwesen (wahrscheinlich seiner Verwandten) in Südfrankreich heil angekommen, gibt er seiner schriftstellerischen Neigung nach. 
Den letzten Satz des Romans genießend, ist es dem aufatmenden Leser vergönnt, eine einzige Relation zum Romantitel zu erahnen. Er – wieder ist der Held im Text gemeint – schreibt des Nachts nahe bei den fast durchs offene Fenster hereinragenden, leise bebenden Zweigen einer großen Akazie, die im Garten jenes Anwesens wächst. Nach dem Beben aber sinkt das Gezweig zurück in die Ruhe. Burmeister nennt dieses Romanende „Geburt eines Schriftstellers“.

## Einordnung in das Werk des Autors
Der Roman wurde von der Literaturwissenschaft entsprechend seiner Form dem nouveau roman zugerechnet.

## Interpretation
Sämtliche Mannschaftsdienstgrade im Roman verachten ihren adeligen Kommandeur. Kriegsgräuel werden mehrfach unverblümt zur Sprache gebracht.

## Rezeption
Burmeister hat den Roman besprochen. Auch dieses Werk sei – wie seine Vorgänger – „schwer lesbar“. Immerhin erleichtert ein Eingeständnis Claude Simons, zitiert bei Burmeister, das Verständnis sehr. Der Autor spricht: „Im Allgemeinen beginne ich einen neuen Roman mit dem, was in den vergangenen nicht gesagt werden konnte.“ Demgemäß weist Burmeister auf Bezüge zu „Das Gras“ und „Die Straße in Flandern“ hin. Dabei erinnert Burmeister an Claude Simons Statement, er müsse nichts erfinden, denn der Stoff, aus dem seine Romane sind, wurzele in seiner Familiengeschichte.

### Verwendete Ausgabe
- Die Akazie. Roman. Aus dem Französischen von Eva Moldenhauer. Süddeutsche Zeitung, Bibliothek 2004, Bd. 22 (Lizenzgeber der deutschen Übersetzung: Suhrkamp, Frankfurt am Main 1991), ISBN 3-937793-54-2

### Sekundärliteratur
- Brigitte Burmeister: Die Sinne und der Sinn. Erkundungen der Sprachwelt Claude Simons. Matthes & Seitz Berlin 2010 (1. Aufl.), ISBN 978-3-88221-686-8

## Anmerkung
1. ↑  Nach diesem Claude-Simon-Zitat drängt sich auf, der Roman ist die Fortsetzung von „Die Straße in Flandern“. Zum Beispiel wird das Sterben des Vorgesetzten (der im Romanvorgänger de Reixach heißt und nun anonym ist) eingehender beschrieben und die sich unterhaltenden Gefangenen können den aus „Die Straße in Flandern“ gut bekannten Namen Georges, Iglésia und Blum zugeordnet werden. Anderes als das soeben Behauptete ist innerhalb des Gesamtzusammenhangs der beiden Romane nicht denkbar.